# Philo (Kalifornia)
Philo – miejscowość spisowa w Stanach Zjednoczonych, w stanie Kalifornia, w hrabstwie Mendocino.